# 飛馬座V342c
HR 8799 c是位於飛馬座，距離地球129光年的一顆系外行星，它環繞著一顆6等的牧夫座λ型星HR 8799運轉著。這顆行星的質量介於木星的7至13倍之間，半徑比木星大約20%至30%。這顆行星與HR 8799的軌道距離為38天文單位，週期為190年，但尚未能確定軌道的離心率；它位於HR 8799已知行星系統的中間位置，於2008年11月13日與另外兩顆行星一起被Marois等人使用夏威夷的凱克望遠鏡和雙子望遠鏡，利用直接影像技術發現的。在2010年1月，HR 8799 c成為第一顆被直接觀測到部分頻譜的系外行星，證明了系外行星的光譜是可以直接研究的。

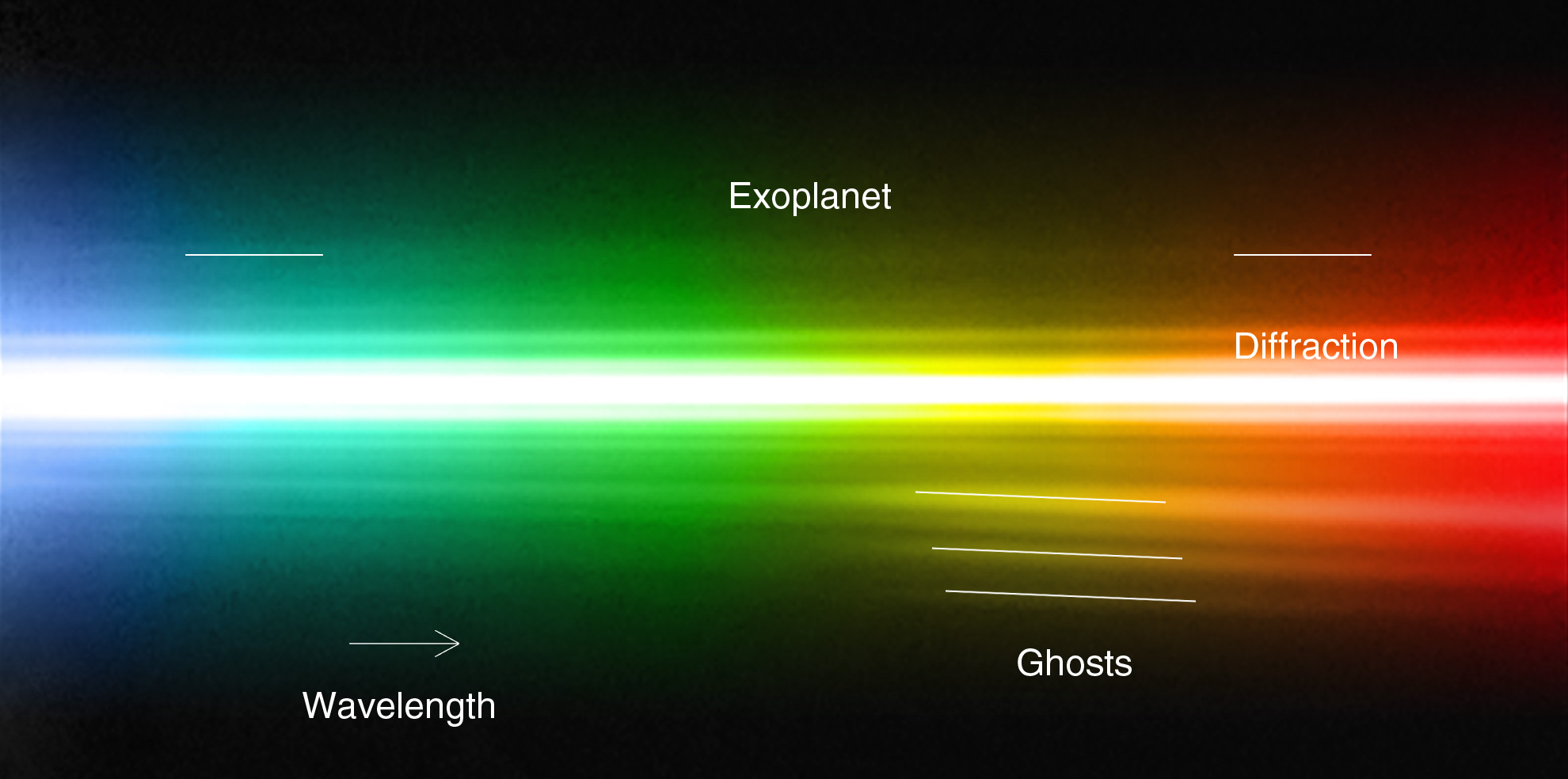
行星HR 8799 c的光譜。恆星和行星的光譜是使用安裝在ESO的甚大望遠鏡上的NACO調適光學。

## 註解
1. 1 2  從視差的計算：{\displaystyle \scriptstyle \mathrm {distance\ in\ parsecs} ={\frac {1000}{\mathrm {parallax\ in\ milliarcseconds} }}}
2. 1 2  從東方和北方計算的分離角分別是分別是−0.657和0.706 角秒。
3. 1 2  數值是假設行星的軌道是圓型，並且正對著觀測者的方向

## 外部連結
维基共享资源上的相關多媒體資源：飛馬座V342c
- . Exoplanets.   [2010-06-10]. （原始内容存档于2012-03-04）. （页面存档备份，存于）